# بیگل

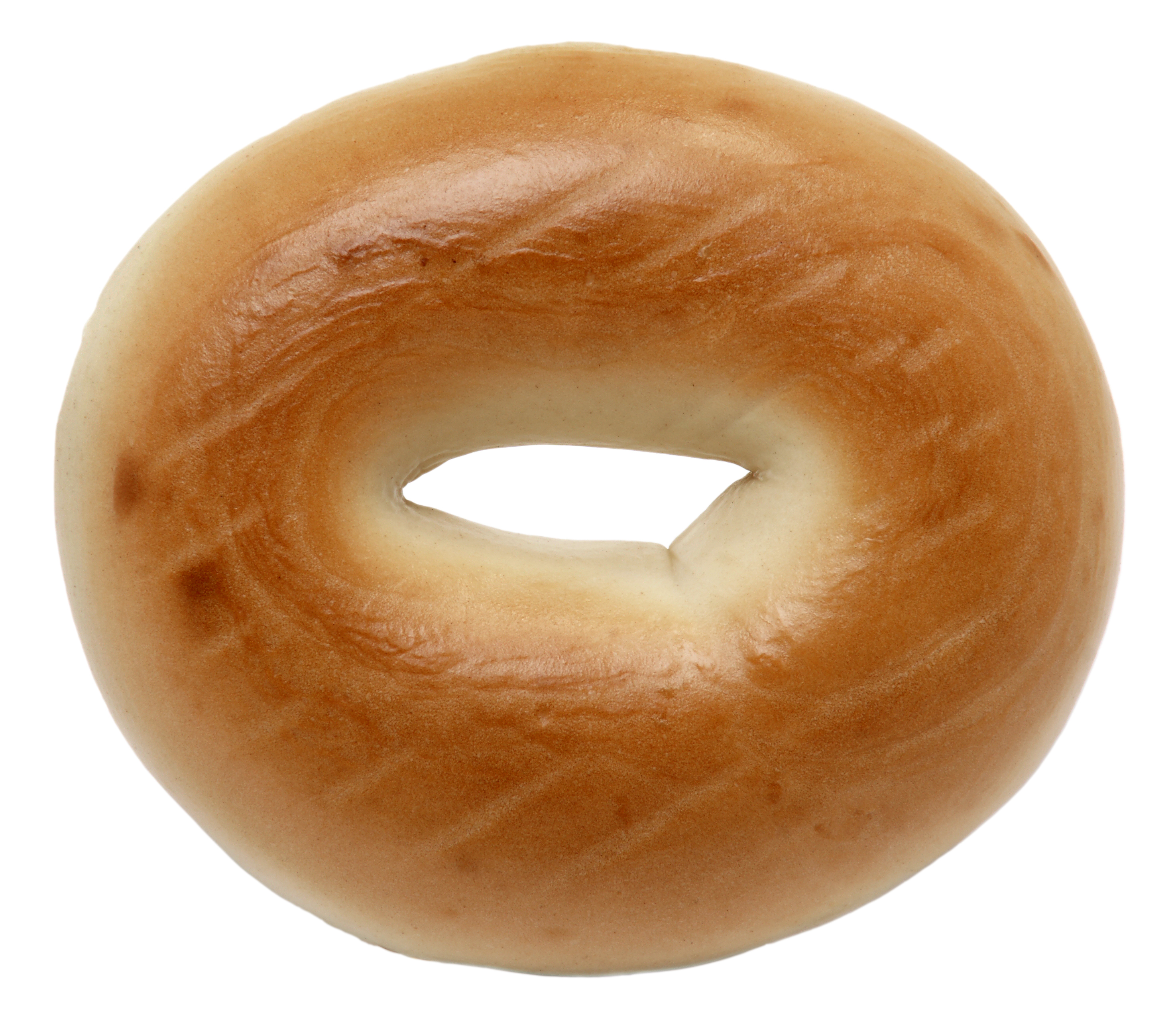
یک نان بیگل ساده

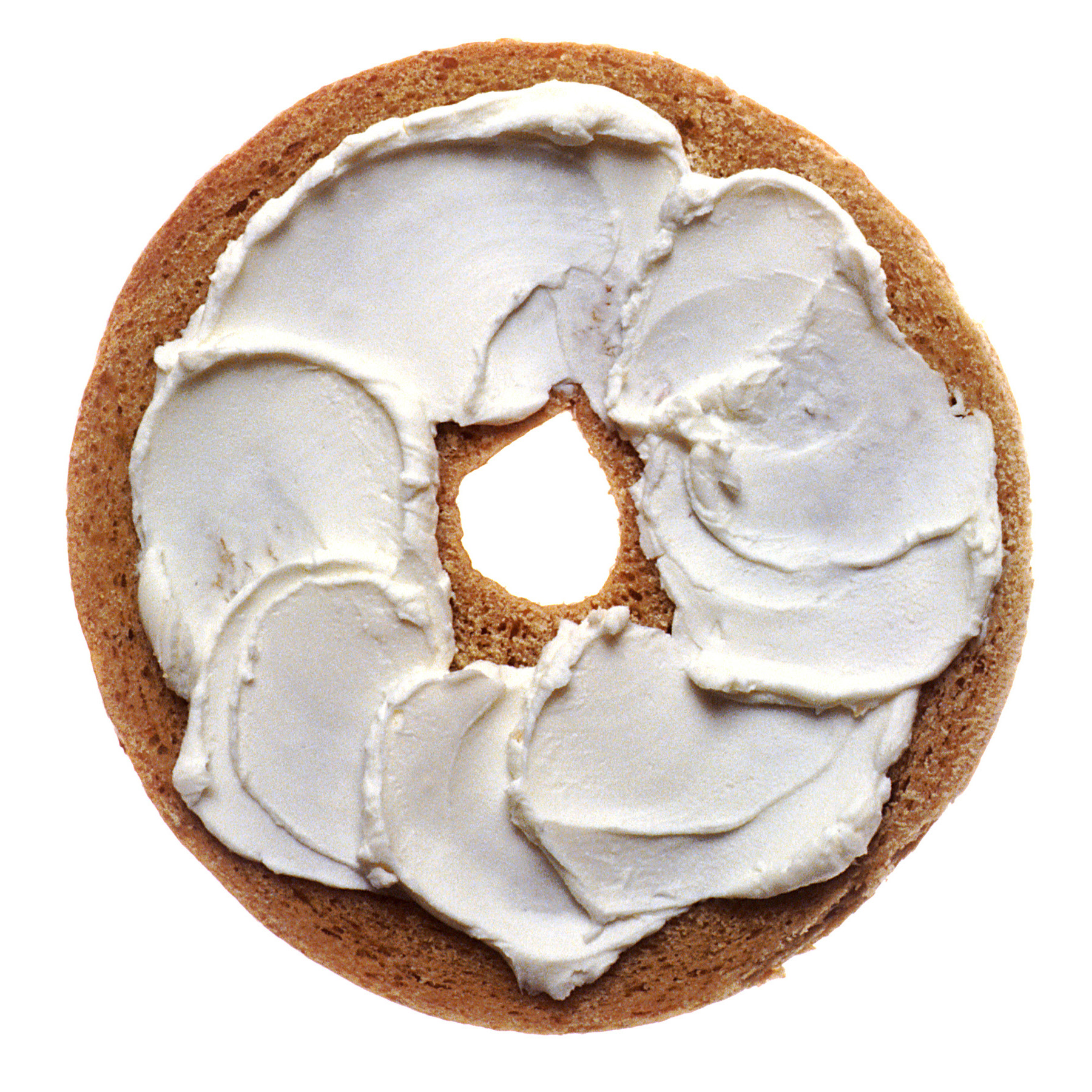
برشی از یک نان بیگل که بر رویش پنیر خامه‌ای کشیده شده‌است.

بِیگِل (به انگلیسی: bagel) نوعی نان دوناتی‌شکل است که خمیر آن را به شکل حلقه درست کرده و پیش از پختنش آن را برای مدت کوتاهی در آب می‌جوشانند. در نتیجهٔ این کار نانی به‌دست می‌آید که مغزی متراکم، خمیری و جویدنی دارد و پوستهٔ آن قهوه‌ای‌رنگ و گاهی ترد است. همچنین ممکن است دانه‌هایی مانند کنجد یا خشخاش را پیش از پختن بر روی سطح رویی آن بپاشند. بر روی برخی دیگر نیز گاه نمک پاشیده می‌شود. خمیر نان بیگل از آرد گندم و مخمر تهیه می‌شود اما ممکن است از آرد کامل غلات یا چاودار نیز به‌جای آرد گندم استفاده شود.
این نان در کشورهای آمریکا، کانادا و بریتانیا به ویژه در شهرهایی با جمعیت زیاد یهودیان از مصرف بالایی برخوردار است و می‌توان آن را از سوپرمارکت‌های این کشورها به صورت تازه، یخ‌زده و با طعم‌های گوناگون تهیه کرد.
پیشینهٔ طرح سنتی حلقه‌ای شکل این نان با سوراخی در میان آن به صدها سال پیش بر می‌گردد که یکی از مزایای این شکل، امکان رد کردن ریسمانی از داخل حلقه‌های چندین نان بیگل برای حمل و نقل آسانتر آنهاست.